# Synagoga w Osiecznej
Synagoga w Osiecznej – gmina żydowska w mieście posiadała swój dom modlitwy. Mieścił się w niewielkim budynku położonym blisko kirkutu, przy zbiegu obecnych ulic Słonecznej, Podgórnej i Krzywińskiej. Stale zmniejszająca się liczba Żydów w mieście spowodowała, że nie zbudowano nowej synagogi. Poprzednia bóźnica została rozebrana w 1880 roku.